# Ringkvinna
Ringkvinna (del nórdico antiguo: Mujer del anillo) también baugrygr era el apelativo para una dama soltera de la Era vikinga y Edad Media escandinava que heredaba la posición de cabeza del clan familiar, normalmente de su padre o hermano, asumiendo los derechos y obligaciones asociadas. 
La ringkvinna se menciona principalmente en los códices medievales de leyes como el Grágás de Islandia, Frostating y Gulating de Noruega. Las mujeres solteras, conocidas como maer y mey, estaban blindadas en sus derechos de independencia: a la edad de 20 años, una mujer alcanzaba el derecho de la mayoría legal y podía decidir sobre su propio lugar de residencia y disponía de personalidad jurídica en todos los sentidos ante la ley. Los mismos derechos se aplicaban a las viudas.
El derecho a heredar por sí se aplicaba tanto a la tía paterna, sobrina paterna y nieta paterna del fallecido, que estaban todas nombradas como «odalkvinna», pero el derecho a heredar el puesto de cabeza de familia era un derecho que sólo podía ser heredado por la hija o la hermana del fallecido.
La ringkvinna contó con el apoyo específico de la ley para llevar a cabo todas las tareas que normalmente eran desempeñadas por un jefe de la familia. Si se casaba, no obstante, los derechos pasaban al esposo. 
La única excepción a su independencia era el derecho a elegir pareja para el matrimonio, el derecho a exigir y recibir compensaciones por la muerte de un miembro del clan, los negocios con altas sumas de dinero, o ejercer una acción legal en el Althing, asuntos que pasaban a manos de un lögrádandi («representante legal»), un varón vinculado a la familia que velaba por el honor y los bienes de la mujer.
Estos derechos se preservaron tras la introducción del cristianismo hasta el siglo XIII, cuando desaparece la figura jurídica de los textos legales vigentes hasta entonces. 
Dos ejemplos de ringkvinna fueron Auðr djúpúðga Ketilsdóttir en las sagas nórdicas, y Estrid Sigfastsdotter, de quien se ha podido descubrir mucho de su vida en piedras rúnicas y yacimientos arqueológicos.